# Bröderna Judica-Cordiglia

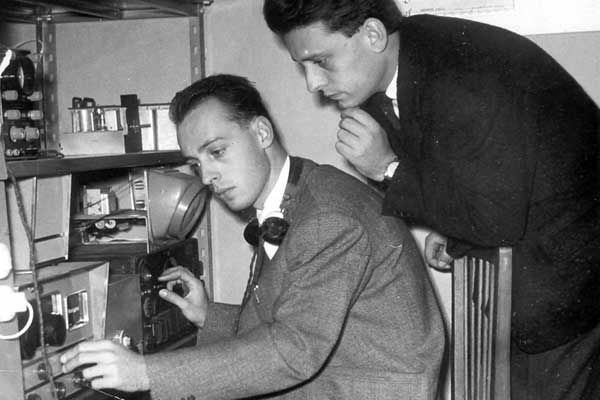
Bröderna Judica-Cordiglia

Achille och Gian Battista Judica-Cordiglia var två italienska bröder som på 1960-talet drev en radiostation för övervakning av amerikanska och sovjetiska rymdfärder. Man rapporterade om flera allvarliga olyckor som skulle ha drabbat Sovjet.

## Torre Bert
De italienska bröderna Achille (1933–2015) och Gian Battista (1939– ) Judica-Cordiglia började som radioamatörer 1949. Mot slutet av 1950-talet blev de intresserade av den pågående rymdkapplöpningen mellan USA och Sovjetunionen. Inte minst lockades de av det mera hemlighetsfulla sovjetiska rymdprogrammet. 
Med hjälp av överskottsmaterial konstruerade man en mottagningsstation, Torre Bert, utanför Turin i norra Italien och hösten 1960 togs den i bruk. Stationen hade utrustning för att lyssna på signaler från rymdfarkoster, men stationens tekniska specifikationer har varit svåra att verifiera. Utan något djupare tekniskt kunnande ska man ha utvecklat metoder för att filtrera bort brus, för att avgöra om en sändning kom från en rymdfarkost eller från jorden och för att beräkna omloppsbanor.
Bröderna startade också ett nätverk, Zeus, av radioamatörer i olika delar av världen för att gemensamt följa aktiviteter i rymden. Deras syster Theresa lärde sig ryska för att kunna översätta samtal mellan sovjetiska rymdfarkoster och markstationer.
Det anses klarlagt att man tog emot och spelade in signaler från officiellt bekräftade rymdfärder, men bröderna kom också med mer sensationella påståenden som aldrig har kunnat verifieras:
- I november 1960, före Gagarins rymdfärd, tog man emot ett morsemeddelande från en kosmonaut i nöd.
- I februari 1961 ljud från en uppenbarligen döende kosmonaut med tung andning och snabba hjärtslag.
- I november 1963 dog en kvinnlig kosmonaut när hennes kapsel brändes sönder vid återinträdet i atmosfären.

Det finns idag ingen etablerad rymdfartshistoriker som sätter tilltro till dessa uppgifter, men på 1960-talet togs de på visst allvar av respekterade medier, bland andra Washington Post. I Sverige skrev Kvällsposten en artikel med brödernas uppgifter som grund. Sovjetunionen upplöstes 1991 och många arkiv blev tillgängliga. Det kom fram tidigare okända uppgifter om sovjetiska missöden men inget som styrkte bröderna Judica-Cordiglias uppgifter.
Zeus-nätverket fungerade bara ett år och mottagningsstationen Torre Bert stängdes 1966. De båda bröderna övergick till andra verksamheter. Den ene blev läkare och den andre kriminaltekniker.

## Böcker och film
Brödena Judica-Cordiglia gav ut två böcker på 1960-talet, Voci dalla spazio (1961) och L'uomo e lo spazio (1965).
År 2007 fick bröderna förnyad aktualitet när de gav ut en ny bok, Dossier Sputnik : questo il mondo non lo saprà. De skildrar där händelserna vid Torre Bert. Samtidigt gjordes en dokumentärfilm om skeendet, I pirati dello spazio.
Även i Frankrike kom det detta år ut en kortare bok om bröderna och Torre Bert, Les années Spoutnik av Jacques Barbéri.
Ingen av böckerna verkar ha blivit översatt från originalspråken, italienska och franska.